# HGÜ Yunnan–Guangdong

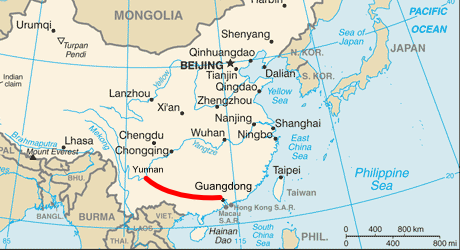
Leitungsverlauf im Süden Chinas

Einliniendiagramm der HGÜ

Die HGÜ Yunnan–Guangdong ist eine Hochspannungs-Gleichstrom-Übertragungsleitung (HGÜ) in China zwischen der Stadt Chuxiong in der Provinz Yunnan und der östlich gelegenen Stadt Zengcheng nähe Guangzhou in der Provinz Guangdong. Die 1418 km lange Leitung wird von der China Southern Power Grid betrieben und ist die erste bipolare HGÜ, welche im Endausbau mit einer Betriebsspannung von ±800 kV betrieben wird.
Mit dem Bau wurde im Jahr 2007 begonnen, im Dezember 2009 wurde die HGÜ in monopolaren Probebetrieb genommen, der volle bipolare Betrieb wurde im Juni 2010 aufgenommen. Hersteller der Leitung ist die Siemens AG.
Die HGÜ ist im Vollbetrieb für eine Übertragungsleistung von 5 GW ausgelegt, der elektrische Strom pro Leiter beträgt 3125 A. Die beiden Stromrichterstationen bestehen aus vier Stromrichtern zu je 400 kV. Der Transport des elektrischen Gleichstroms erfolgt von Yunnan, wo die HGÜ über vier Dreiphasenwechselstrom-Leitungen mit je 500 kV von zwei Wasserkraftwerken an der Xiaowan-Talsperre und der Manwan-Talsperre gespeist wird, in den industriell entwickelten Großraum von Guangzhou.